# Cleistothelebolus
Cleistothelebolus es un género de hongos de la familia Pyronemataceae. Es monotípico, solo contiene la especie Cleistothelebolus nipigonensis.